# Nativo digital
O nativo digital é um termo criado pelo norte-americano Marc Prensky, que representa uma pessoa que nasceu e cresceu com as tecnologias digitais presentes em sua vida, como videogames, Internet, telefone celular, MP3, iPod, etc. Caracterizam-se principalmente por não necessitar do uso de papel nas tarefas com o computador. No sentido mais amplo, refere-se a pessoas nascidas a partir da década de 1980.
O termo consolida um abismo com relação aos imigrantes digitais (termo também criado pelo autor e que define pessoas que desconhecem o funcionamento dos meios de comunicação e tornam-se consumidores passivos). E contribui para o reconhecimento de outros tipos de aprendizagem e expressão cultural dessa nova geração. Este termo têm sido aplicado em contextos como a educação, relacionado ao termo Aprendizes do Novo Milênio.
Uma característica habitual dos nativos digitais é trabalhar com gratificações imediatas e recompensas frequentes. E em sua maioria são leitores das notícias em formatos diferentes do tradicional, jornais impressos. Não que esses sejam ultrapassados, mas para essas pessoas tornar-se estranho o seu uso, por estarem acostumadas com a internet. E costumam estar sempre ligados/online.

## Controvérsia
O autor do livro A Fábrica de Cretinos Digitais, o neurocientista francês Michel Desmurget, diretor de pesquisa do Instituto Nacional de Saúde da França apontou o uso de dispositivos digitais como um dos fatores responsáveis pela queda de QI nas novas gerações de jovens: 
Simplesmente não há desculpa para o que estamos fazendo com nossos filhos e como estamos colocando em risco seu futuro e desenvolvimento (...) O QI é medido por um teste padrão. No entanto, não é um teste "estático", sendo frequentemente revisado. Meus pais não fizeram o mesmo teste que eu, por exemplo, mas um grupo de pessoas pode ser submetido a uma versão antiga do teste.
(...)
E, ao fazer isso, os pesquisadores observaram em muitas partes do mundo que o QI aumentou de geração em geração. Isso foi chamado de 'efeito Flynn', em referência ao psicólogo americano que descreveu esse fenômeno. Mas recentemente, essa tendência começou a se reverter em vários países. É verdade que o QI é fortemente afetado por fatores como o sistema de saúde, o sistema escolar, a nutrição, etc. Mas se considerarmos os países onde os fatores socioeconômicos têm sido bastante estáveis por décadas, o 'efeito Flynn' começa a diminuir. Nesses países, os "nativos digitais" são os primeiros filhos a ter QI inferior ao dos pais. É uma tendência que foi documentada na Noruega, Dinamarca, Finlândia, Holanda, França, etc.
(...)
As causas também são claramente identificadas: diminuição da qualidade e quantidade das interações intrafamiliares, essenciais para o desenvolvimento da linguagem e do emocional; diminuição do tempo dedicado a outras atividades mais enriquecedoras (lição de casa, música, arte, leitura, etc.); perturbação do sono, que é quantitativamente reduzida e qualitativamente degradada; superestimulação da atenção, levando a distúrbios de concentração, aprendizagem e impulsividade; subestimulação intelectual, que impede o cérebro de desenvolver todo o seu potencial; e o sedentarismo excessivo que, além do desenvolvimento corporal, influencia a maturação cerebral.